# Charles Porion

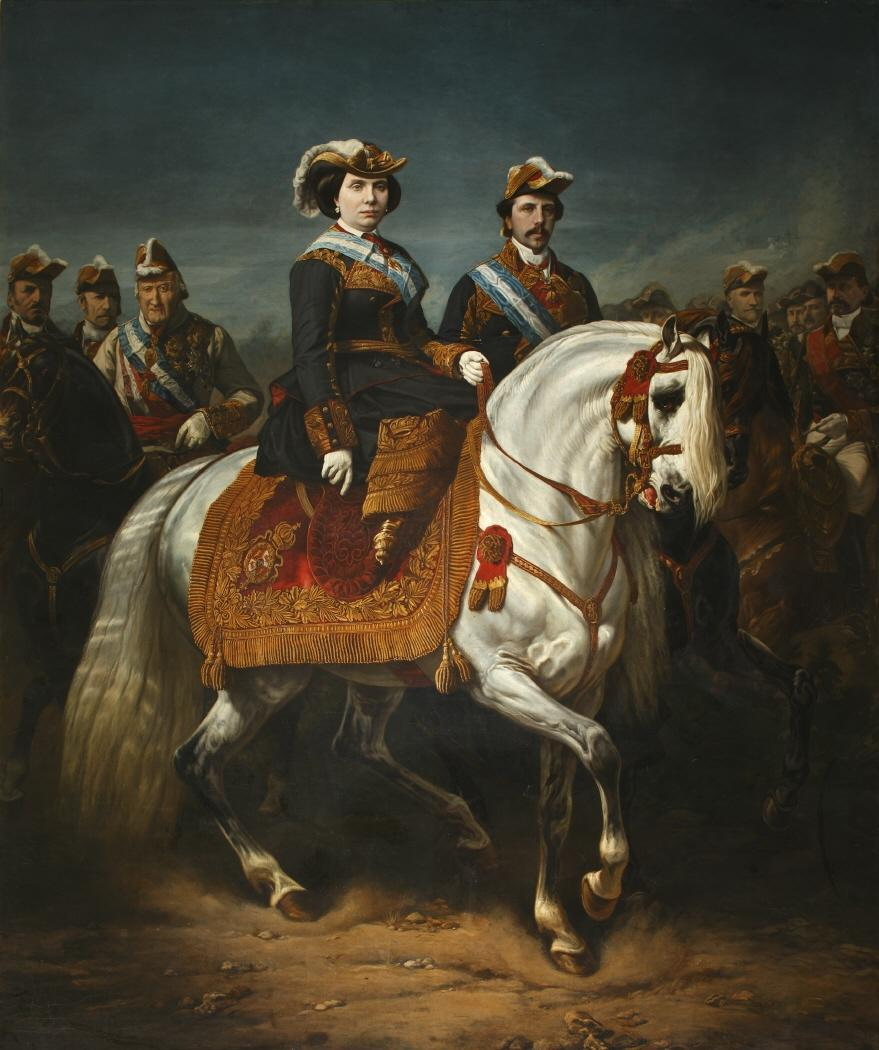
Isabel II dirigiendo una revista militar, 1867, óleo sobre lienzo, 333 x 277 cm, Madrid, Museo del Romanticismo.

Louis Charles Étienne Porion (Amiens, 1 de mayo de 1814-París, 1908) fue un pintor francés.
Discípulo de Michel Martin Drolling y de Ingres, hacia 1843 viajó por primera vez a España e, influido por la moda orientalista, pintó escenas costumbristas andaluzas, entre ellas Danseurs grenadins (musée de Picardie, Amiens) por la que obtuvo medalla de tercera clase en el Salón de 1844. Recomendado por Ingres, viajó de nuevo comisionado por el Gobierno francés para realizar copias de las obras de Velázquez en el Museo del Prado. Entre 1853 y 1856 copió, al menos, en gran tamaño La rendición de Breda, Los borrachos, Cristo crucificado y La fragua de Vulcano. Paralelamente viajó por Andalucía y Valencia pintando escenas costumbristas, en las que no se refleja nada de su estudio de la obra de Velázquez, entre las que puede destacarse El descanso (moeurs de Valence) (Burdeos, musée des Beaux-Arts), firmada en España en 1856 y presentada en el Salón de París del año siguiente.
Aún debió de realizar un nuevo viaje a España en torno a 1865 pues consta que en ese año comenzaba en el Palacio Real de Madrid el retrato ecuestre de la reina Isabel II como capitana general del Ejército junto a su esposo, Francisco de Asís y otros jefes y oficiales en actitud de pasar revista a las tropas. Retrato de grupo ficticio, con el que se trataría de subrayar el continuado apoyo a la reina de las instituciones militares, por cuanto en él comparecen el general Castaños, fallecido años atrás, junto a Baldomero Espartero, retirado en Logroño, y los verdaderos pilares del reinado cercano a su fin: los generales Ramón María Narváez y Leopoldo O'Donnell. Concluido en Francia en 1867 y presentado en el Salón de París de 1868, se conocen de él dos diferentes versiones: la del Museo del Romanticismo de Madrid y la apaisada del Museo del Prado, en depósito en el Ministerio de Asuntos Exteriores, de mayor tamaño y con mayor número de personajes, entre ellos Juan Prim y Diego de León, ausentes en el ejemplar del Museo del Romanticismo.
No se tienen noticias precisas después de 1868, pero en 1876 retrató al príncipe imperial (retratos de busto y a caballo), y en 1895 aparece firmado otro imaginario retrato de grupo: el de los soberanos llegados a París con motivo de la Exposición universal de 1867 (Compiègne, musée national du châteaux de Compiègne), donde aparecen retratados, a caballo y de frente, Napoleón III, Francisco José I de Habsburgo-Lorena, Federico Guillermo IV de Prusia, Alejandro II de Rusia, Ismail Pachá y Leopoldo II de Bélgica.